# Iris sibirica

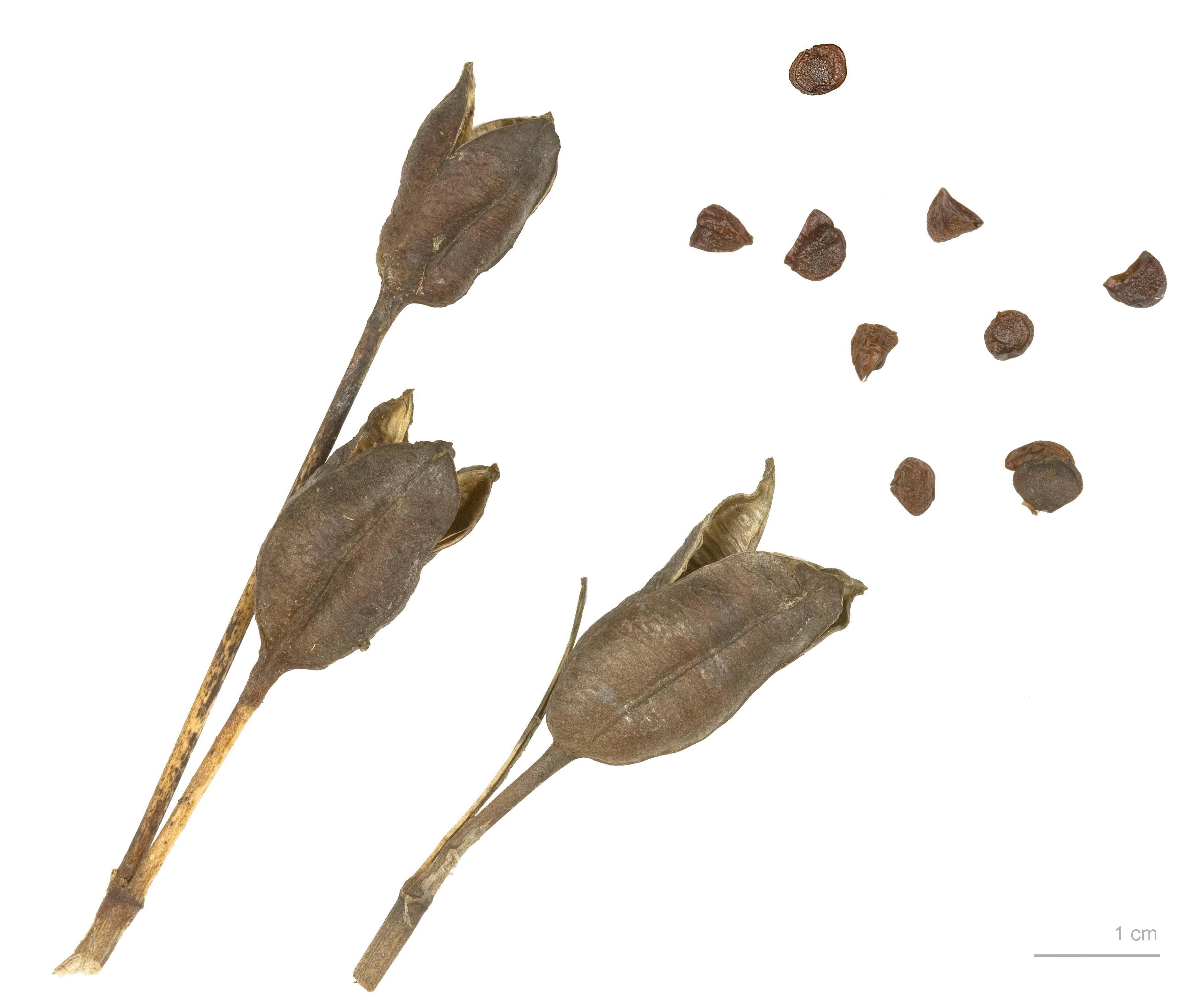
Iris sibirica

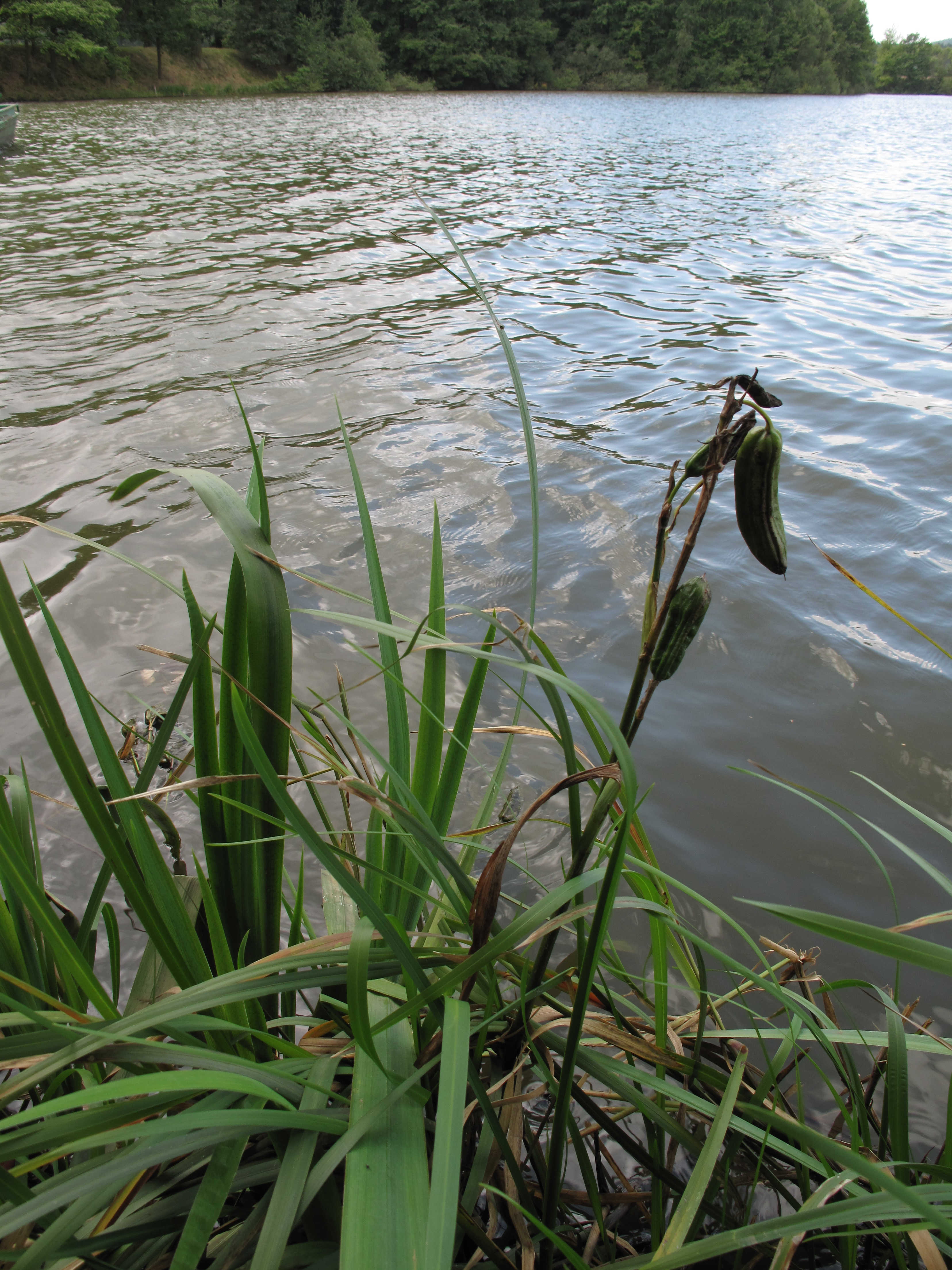
En su hábitat

El lirio de Siberia (Iris sibirica) es una especie   de la familia de las iridáceas. es originaria de Eurasia.

## Descripción
Planta de flores azul violeta, raramente blancas, normalmente 1-3 que brotan en tallos huecos de hasta 120 cm, normalmente con 3 hojas caulinares pequeñas. Flores de cabillo largo procedentes de espatas marrones. Pétalos externos obovados a redondeados, de hasta 5 cm; pétalos internos estrechamente elípticos, de hasta 4,5 cm. Florece en primavera.

## Distribución y hábitat
Este y centro de Europa, Francia e Italia. Introducida en Suecia. Vegeta en praderas húmedas y lugares baldíos.

## Taxonomía

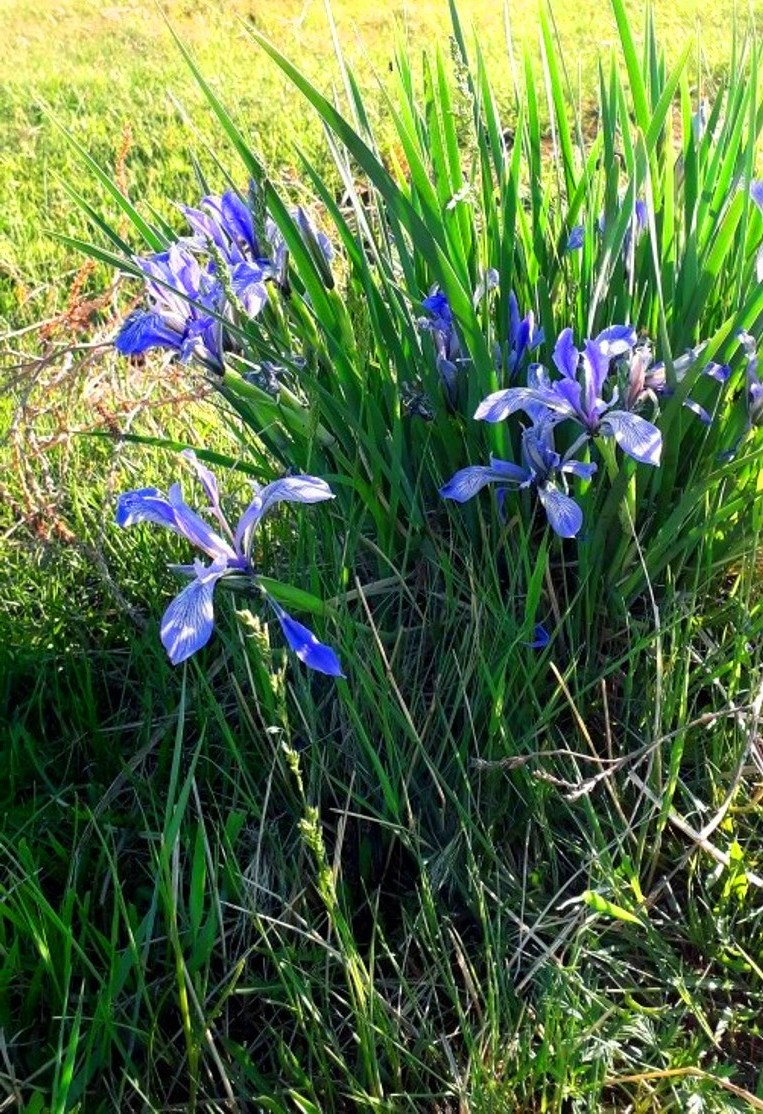
Iris De Siberia. Siberia Oriental

Iris sibirica, fue descrita por Carlos Linneo y publicado en Species Plantarum 1: 39. 1753.
Etimología
Iris: nombre genérico llamado así por Iris la diosa griega del arco iris.
sibirica: epíteto  geográfico que alude a su localización en Siberia.
Sinonimia
- Iris pratensis Lam., Fl. Franç. 3: 498 (1778), nom. superfl.
- Xiphion sibiricum (L.) Schrank, Flora 7(2 Beibl.): 19 (1824).
- Limnirion sibiricum (L.) Opiz, Seznam: 59 (1852).
- Xiphion pratense Parl., Nuov. Gen. Sp. Monocot.: 45 (1854).
- Limniris sibirica (L.) Fuss, Fl. Transsilv.: 637 (1866).
- Xyridion sibiricum (L.) Klatt, Bot. Zeitung (Berlín) 30: 500 (1872).
- Iris bicolor Mill., Gard. Dict. ed. 8: 13 (1768).
- Iris maritima Mill., Gard. Dict. ed. 8: 11 (1768).
- Iris flexuosa Murray, Novi Comment. Soc. Regiae Sci. Gott. 7: 30 (1776).
- Iris angustifolia Gilib., Exerc. Phyt. 2: 498 (1792), contrary to Art. 32.7 ICBN (2000).
- Iris stricta Moench, Methodus: 528 (1794).
- Iris spathulata Cav., Descr. Pl. 2: 298 (1802), nom. illeg.
- Iris acuta Willd., Enum. Pl., Suppl.: 4 (1814).
- Xiphion flexuosum (Murray) Alef., Bot. Zeitung (Berlín) 21: 297 (1863).
- Iris pseudosibirica Schur, Enum. Pl. Transsilv.: 657 (1866).
- Xyridion flexuosum (Murray) Klatt, Bot. Zeitung (Berlín) 30: 500 (1872).
- Iris mandraliscae Tineo ex Tornab., Fl. Sicul.: 512 (1887), nom. illeg.
- Iris erirrhiza Posp., Fl. Oesterr. Küstenl. 1: 269 (1897).[5]